# MAGIC - KIYOSHIRO THE BEST
『MAGIC - KIYOSHIRO THE BEST』（マジック - キヨシロー・ザ・ベスト）は、忌野清志郎2枚目のコンピレーション・アルバム。1994年9月16日発売。

## 解説
忌野清志郎初のベスト・アルバム。参加ユニットを含む忌野のソロ・ワークス・コンピレーション。発売前の仮タイトルは『KIYOSHIRO WORKS』だった。

## 収録曲
1. 口笛（作詞･作曲：忌野清志郎）　忌野清志郎
1992年のアルバム『Memphis』制作時のアウトテイク。未発表楽曲。
2. WATTATA（河を渡った）（作詞･作曲：忌野清志郎、G2wo、$asuke）　忌野清志郎
3. デイ・ドリーム・ビリーバー（作詞･作曲：John Stewart　日本語詞：ZERRY）　ザ・タイマーズ
4. い・け・な・いルージュマジック（作詞･作曲：忌野清志郎 + 坂本龍一）　忌野清志郎+坂本龍一
5. サラリーマン（作詞：忌野清志郎　作曲：肝沢幅一）　忌野清志郎
6. プライベート（作詞･作曲：忌野清志郎 + 三宅伸治）　忌野清志郎 & 2・3's
7. 500マイル（作詞･作曲：Hedy West　日本語詞：忌野清志郎）　HIS
8. MTN（作詞･作曲：Steve Cropper & 忌野清志郎）　忌野清志郎
9. パパの歌（作詞：糸井重里　作曲：忌野清志郎）　忌野清志郎
10. RUBY TUESDAY（作詞･作曲：Mick Jagger/Keith Richards）　忌野清志郎
11. 上品な猫みたいな（作詞･作曲：忌野清志郎）　DANGER
12. S.F（作詞･作曲：忌野清志郎 + CHAR）　忌野清志郎、JOHNNY、LOUIS & CHAR